# Vintage BASIC

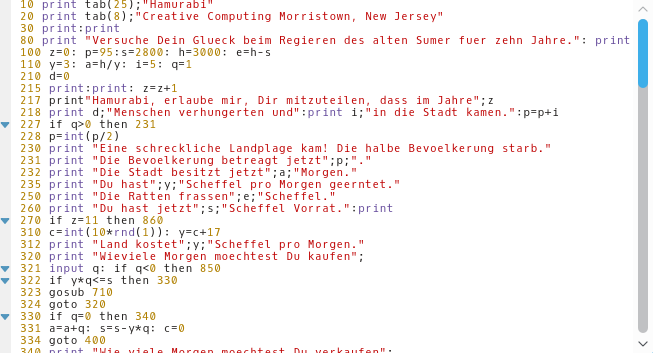
Hamurabi unter Vintage BASIC

Vintage BASIC ist ein seit 2009 als Open-Source-Projekt hauptsächlich von Lyle Kopnicky in Haskell entwickelter BASIC-Interpreter für Microsoft Windows, macOS und Linux, der sich stark am klassischen Microsoft BASIC orientiert. Der Interpreter erlangte vor allem innerhalb des Retrogamings eine gewisse Bedeutung für die Ausführung alter BASIC-Spiele auf modernen Rechnern.

## Beschreibung
Der BASIC-Dialekt ist weitgehend kompatibel zum ursprünglichen Microsoft BASIC und zu weiteren ähnlichen Dialekten der 1970er und 1980er Jahre, wie beispielsweise Commodore BASIC. Inkompatibilitäten ergeben sich vor allem aus der bei Vintage BASIC nicht festgelegten Bildschirmgröße, wodurch gezielte Bildschirmausgaben, wie Zeilenumbrüche oder das Setzen graphischer Zeichen, teilweise nicht korrekt dargestellt werden. Da frühe BASIC-Programme aber hauptsächlich textbasiert waren, hat dies wenig praktische Auswirkungen.
Der Interpreter wurde ursprünglich an der University of Massachusetts Amherst unter der Leitung von Tim Sheard als wissenschaftliche Arbeit zur Demonstration dynamischer Strukturen mittels Monaden für die funktionale Programmiersprache Haskell entwickelt, ist aber mittlerweile ein unabhängiges Projekt, das seit 2017 in einem stabilen Release vorliegt.
Ein Ziel des Projektes war es, alle Spiele aus dem Buch BASIC-Computer-Spiele von David H. Ahl korrekt ausführen zu können. Dies wurde bis auf wenige graphische Darstellungen auch erreicht. Durch diese Eigenschaft wird Vintage BASIC mittlerweile unter einigen Medienhistorikern als ein Referenz-Interpreter für alte Computerspiele verwendet. Wegen seiner einfachen Bedienung kommt der Interpreter zuweilen auch in der Lehre zum Einsatz.